# Densidade dupla

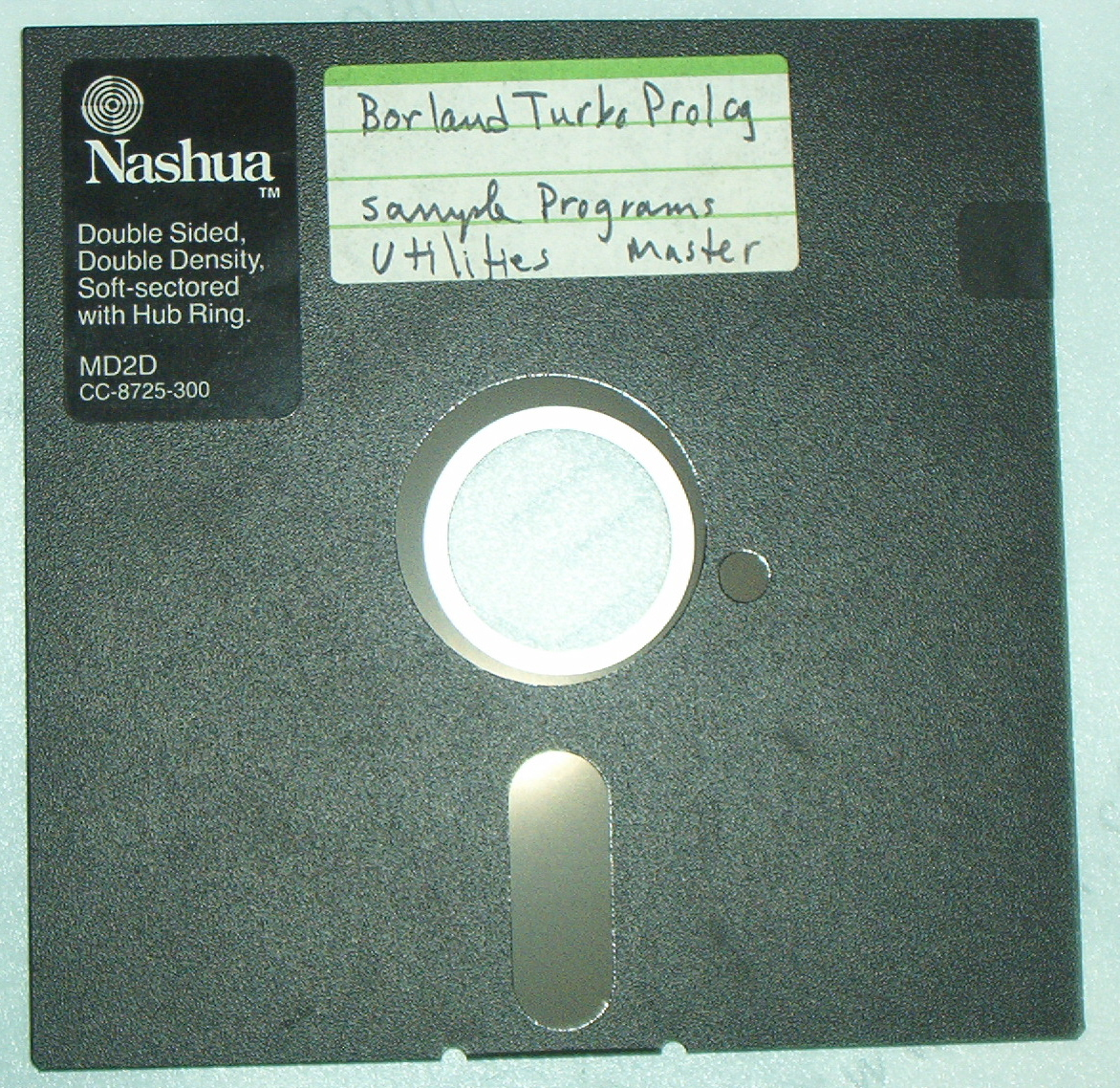
Disquete de 5" 1/4, DD.

Densidade dupla (ou Double density, freqüentemente abreviada para DD em inglês), é uma designação de capacidade em armazenamento magnético, geralmente disquetes. Descreve o uso de uma codificação (ou modulação) de informação, a qual pode codificar em média o dobro de bits por unidade de tempo se comparado à densidade simples. Isto é obtido através de MFM em vez de FM. Os primeiros HDs também usavam MFM, mas ela foi substituída pelo método RLL, muito mais eficiente.